# Federal Records
La Federal Records era un'etichetta discografica indipendente statunitense.

## Storia
La Federal Records venne fondata nel 1950 da Syd Nathan a Cincinnati (Ohio) ed era una sussidiaria della King Records. La Federal era gestita dal noto produttore discografico Ralph Bass e si era focalizzata su musica rhythm & blues. Dopo un anno dalla sua inaugurazione, la società pubblicò anche registrazioni hillbilly e rockabilly. Fra gli artisti che registrarono per la Federal Records vi furono Johnny "Guitar" Watson, The Dominoes, Ramblin' Tommy Scott, Hank Ballard and The Midnighters, James Brown e i Famous Flames e Freddie King.